# ベッド・バス・アンド・ビヨンド

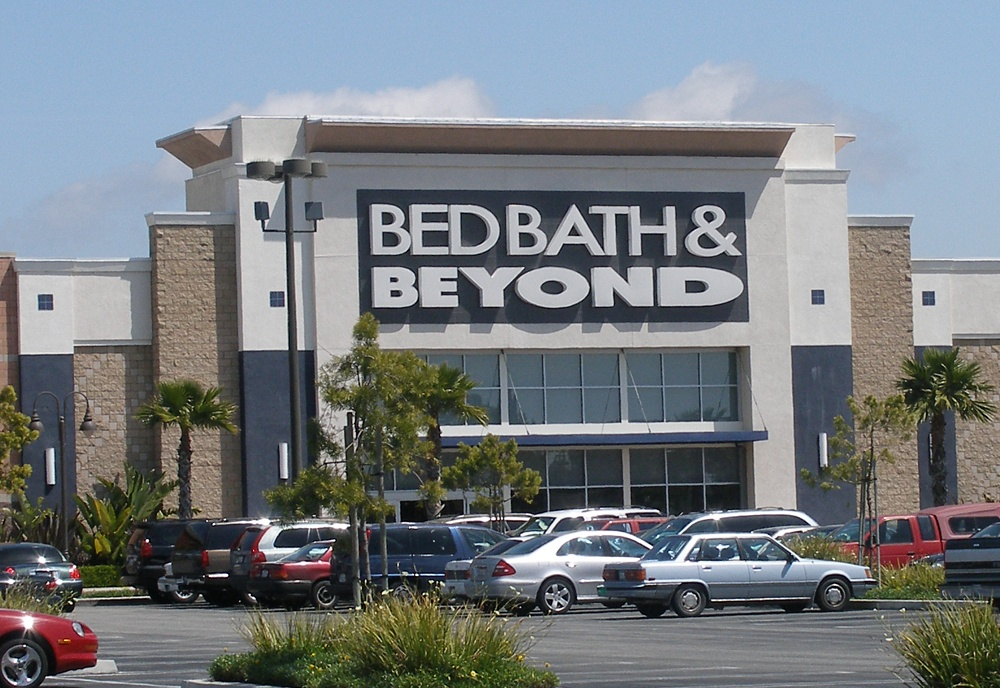
ベッド・バス・アンド・ビヨンドの店舗（カリフォルニア州）

ベッド・バス・アンド・ビヨンド（英: Bed Bath & Beyond, Inc.）は、1971年に設立され、今日ではアメリカ合衆国とカナダで地域雑貨小売店チェーンを展開している。ほとんどの商品は中級品だが、高品質の地域限定商品も扱っている（寝室、浴室、台所、そしてダイニングルーム用商品）。
ベッド・バス・アンド・ビヨンドは、クリスマス・ツリー・ショップス（Christmas Tree Shops、2020年Handil Holdingsに売却）、バイバイ・ベイビー（buybuy Baby）、ハーモン・フェイス・バリューズ（Harmon Face Values）、そしてホーム・アンド・モア（Home and More、メキシコ）と合併した。
2023年4月23日に連邦破産法第11条の適用申請を発表し、経営破綻した。

## ポップカルチャー
ベッド・バス・アンド・ビヨンドの「ビヨンド」（Beyond、「…の先に」の意味）に絡み、多くのジョークがテレビで生まれた（『ファミリー・ガイ』（原題：Family Guy）、『フューチュラマ』（同Futurama）、『グッド・イーツ』（同Good Eats）、『ザ・シンプソンズ』（同The Simpsons）、『ふたりは友達? ウィル&グレイス』（同Will & Grace）そして『イン・ヤン・ヨー!』（同Yin Yang Yo!））。  「ビヨンド」はまた、アダム・サンドラー（Adam Sandler）とクリストファー・ウォーケン（Christopher Walken）の2006年のコメディ映画『もしも昨日が選べたら』（原題：Click）でも使われた。「ビヨンド」マークの付いたドアはウォーケンの開くワークショップにつながっていて、「ウェイ・ビヨンド」のマークの付いたドアは彼の探していた万能リモコンのある巨大な倉庫につながっていた。サンドラー扮するキャラクターは万能リモコンがあるかどうか尋ねたが、そこにはなかった。また、コメディ人形劇『チーム★アメリカ/ワールドポリス』の「America FUCK YEAH」というトレイ・パーカー（Trey Parker）の歌でも扱われた。

## 経営難から破綻へ
2020年代、会社は通信販売などへの対応が遅れたことなどにより、2022年3月-5月期まで5四半期連続で最終赤字を計上。同年8月末にはコスト削減に向けて150店の閉鎖や人員の20%削減を発表、財務の立て直し計画も示していたが、同年9月2日にはグスタボ・アーナル最高財務責任者がニューヨーク市内で転落死した。その後も経営は改善せず、2022年9月-11月期決算は、最終損益が約3億9000万ドルの赤字となった。2023年にはアメリカの銀行が立て続けに倒産する金融不安が生じ、資金調達が難航したため破綻に至った（前出）。会社側は約360ある店舗やウェブサイトで営業を続け、事業の売却先を探すと発表した。